# مرشحة كاباليرونية ماميلاتا
مرشحة كاباليرونية ماميلاتا (الاسم العلمي: Burkholderia mamillata) هي نوع من البكتيريا، سلبية الغرام، تتبع جنس البيركهولدرية.